# Genshin
Genshin, född 942, död 1017, var en japansk tendaimunk, akademiker och konstnär. Han blev under tidig ålder föräldralös, och blev därefter munk på berget Hiei. Under Genshins levnadstid fanns ingen tydligt definierad och avskild inriktning för rena land-buddhism, det vill säga buddhistiskt utövande som syftade till att återfödas i Amitabha Buddhas Sukhavati. Genshin förespråkade för rena land-buddhistiskt utövande, men var under hela sin livstid en tendaimunk. Enligt tendai finns flera vägar till buddhaskap/upplysning, och enligt Genshin var således den rena land-buddhistiska vägen en av dessa. På så vis ansåg inte Genshin att det fanns någon konflikt mellan den lära han förespråkade och tendai, men nutida forskare har varit kluvna huruvida han kan sägas tillhöra rena land-buddhismen eller tendai.
Genshin skrev verket Ōjō yōshū, ett verk där han bland annat citerar Tao-ch'o och Shan-tao. Detta verk blev mycket betydelsefullt för rena land-buddhismen i Japan - både Honen och Shinran drog stor inspiration från detta verk, och båda dessa tänkare grundade rena land-buddhistiska inriktningar. Detta verk spred sig även till Kina och blev även där betydelsefullt för rena land-buddhistiska utövare. Genshin var även målare och skulptör, och gjorde flera verk föreställande Amitabha Buddha och Sukhavati.